# دریاچه نئور
دریاچه نُئور دریاچه‌ای واقع در استان اردبیل است. این دریاچه در شرق استان اردبیل و در ۴۸ کیلومتری جنوب شرقی شهر اردبیل به طرف خلخال در یکی از دره‌های کوهستان باغرو در رشته کوه‌های مابین اردبیل و تالش و در ارتفاع ۲۵۰۰ متری از سطح دریا قرار دارد. دریاچه نئور با مساحتی بالغ بر ۲۱۰ هکتار مشتمل بر دو دریاچه کوچک و بزرگ است که در فصل بهار به هم می‌پیوندند و دریاچه واحد را به وجود می‌آورند. عمق متوسط دریاچه حدود ۵ متر است.
با همت و تلاش ها پیگیری ها و مجاهدت های  شبانه روزی دکتر حسن قاسم پور مدیر کل محترم حفاظت از محیط‌زیست استان اردبیل و دکتر علی سلاجقه و خانم دکتر شینا انصاری روسای وقت سازمان برنامه احیا تالاب در سال ۱۴۰۱ آغاز شد و پس از ۳ سال در سال ۱۴۰۴ زندگی به تالاب نئور بازگشت و از تبدیل شدن آن به مرداب جلوگیری به عمل آمد.

## سیمای عمومی
دریاچه نئور یک دریاچه طبیعی و آب شیرین می‌باشد که در بلندیهای باختری رشته کوه باغرو بر روی ولکانیت پرفیر آندزیتی – ائوسن بالایی ایجاد شده‌است. در سال ۱۳۶۶ به منظور ذخیره آب جهت استفاده‌های کشاورزی سدی در تنها خروجی دریاچه (قانلی دره) احداث و مورد بهره‌برداری قرار گرفت .
بارندگی مناسب و وجود چشمه‌های فراوان سبب پایداری وضعیت دریاچه شده ضمن آنکه هوای مطبوع منطقه زمینه بسیار مناسبی برای جذب گردشگر خصوصاً در اوقات گرم سال را فراهم کرده‌است. این منطقه دارای پوشش گیاهی متنوعی از گیاهان خشکی زی و آبزی است. دریاچه نئور زیستگاه برخی از گونه‌های پرندگان مهاجر عبوری است.
محدوده دریاچه نئور، به دلیل ضوابط خاص موجود بر این منطقه، که به‌عنوان یک منطقه حفاظت شده زیست‌محیطی تحت نظارت سازمان حفاظت محیط زیست قرار دارد. شکار هر گونه پرنده آبی در این دریاچه ممنوع بوده لذا عوامل خاص طبیعی و انسانی حیات وحش این منطقه را تهدید نمی‌کند. ارزش تالابها: این دریاچه دارای ارزشهای زیستگاهی – اکوتوریستی – زنبور داری – کشاورزی و دامداری می‌باشد.
با تأکید مدیر ملی طرح حفاظت از تالاب‌های کشور، نمایندگان مجلس شورای اسلامی اردبیل مدیرکل حفاظت محیط زیست استان اردبیل مبنی بر حفاظت از دریاچه نئور با مشاهده گونه ای ماهی کپور مهاجم با نام کاراس از سال ۸۴ در دریاچه نئور، باعث تغییر در اکوسیستم، زنجیره غذایی و به تبع آن باعث از بین رفتن میگوی گاماروس، گونه شاخص دریاچه شده‌است که از سال ۱۳۹۳ اقدامات اجرایی برای برگرداندن آن به حالت اولیه آغاز شده‌است.

## برنامه توسعه و امکانات دریاچه
طبق برنامه فرمانداری اردبیل در کنار دریاچه نئور هیچ گونه ساخت و ساز نخواهد بود و روستای عباس‌آباد در نزدیکی و مسیر دسترسی دریاچه قرار دارد برای ساخت هتل، پارکینگ، رستوران و دیگر امکانات توسعه‌ای منطقه در نظر گرفته شده و تصویب شده‌است تا به محیط زیست منطقه حفاظت شده آسیب وارد نشود.
روستای هدف گردشگری عباس‌آباد دارای یک جاده آسفالته به طول هشت کیلومتر تا جاده اصلی اردبیل سرچم می‌باشد
در تابستان دامداران روستاهای اطراف و عشایر شاهسون در کنار دریاچه اتراق می‌کنند.
در کنار دریاچه کمپ با سرویس بهداشتی پاسگاه محیط زیست، پاسگاه منابع طبیعی، منابع آبخیزداری و دکل مخابرات اردبیل واقع شده‌است.

## منبع تأمین‌کننده آب
نزولات جوی منبع اصلی تأمین آب چشمه‌های ورودی و دریاچه می‌باشد. در اطراف دریاچه چشمه‌های گسلی فراوانی وجود دارد که دبی آب این چشمه‌ها بر حسب مقادیر نزولات برفی سالیانه و پایداری برف چالها در ایام گرم و موقعیت آن‌ها متفاوت می‌باشد. وجود چشمه‌های متعدد حوضه آبریز دریاچه نئور از مهم‌ترین منابع تأمین آب دریاچه به‌شمار می‌رود.

## ماهی‌گیری
این دریاچه دارای نوعی ماهی به نام قزل‌آلای رنگین کمان می‌باشد. هر ساله به میزان اندک بچه ماهی قزل آلای رنگین کمان جهت کنترل جمعیت گامارس‌های موجود در دریاچه‌های رهاسازی می‌گردد. در شهریورماه مسابقه تفریحی تحت عنوان «مسابقه ماهیگیری» در این دریاچه بین دوستداران صید ماهی انجام می‌شود.
ماهی‌های دریاچه نئور هر سال پیش از زمستان صید و جمع‌آوری می‌شوند زیرا در اثر یخ زدن دریاچه این ماهی‌ها نمی‌توانند در زمستان زنده بمانند و پس از زمستان دوباره ماهی‌های کوچک پرورشی در نئور رها می‌شوند. البته با خیانت محیط زیست ماهی‌های قزل آلا از بین رفته‌اند و جای آن را سیم کپور گرفته‌است حدود ده سال است دیگر خبری از قزل آلا نیست و محیط زیست نیز کاری در این مورد انجام نمی‌دهد.
در سال‌های اخیر برای کنترل جمعیت ماهی کاراس که گونه غیر بومی و آلاینده است، اردک ماهی رهاسازی شده که توانسته تعادل را به دریاچه برگرداند اردک ماهی از ماهی کاراس، قورباغه و مار... تغذیه می کنند. البته اردک ماهی نیز به نوبه خود تهدیدی برای ماهی های قزل آلای دریاچه میباشد.

## راه‌های دسترسی به دریاچه
راه اصلی برای رسیدن به دریاچه:
پس از طی حدود ۳۵ کیلومتر از شهر اردبیل به سمت شهر خلخال به ده بودالالو می‌رسیم. سپس می‌بایست جاده‌ای به طول ۱۳ کیلومتر را به سمت بالای کوه طی کرده و پس از گذر از کنار روستای عباس‌آباد (در فاصله ۸ کیلومتری جاده و ۵ کیلومتری دریاچه) به دریاچه رسید. جاده کوهستانی برای رسیدن به این دریاچه آسفالت بوده، ولی جاده دور دریاچه خاکی می‌باشد.
مسیرهای کوهنوردی و گردشگری:
1. اردبیل، هیر، بودالالو، عباس‌آباد، دریاچه نئور
2. هشتپر (تالش)، ریک، کیشون بن، شیله وشت، مریان، قلعه جوق، حفظ‌آباد و عباس‌آباد.
3. هشتپر (تالش)- ریک، کیشون بن، رزه، بسک، سوباتان، آبشار ورزان، گزنه هونی، ضلع شرقی دریاچه
4. خلخال، گیوی، فاراب، قره قشلاق، کزور، خلفلو، هل آباد، حفظ‌آباد، بودالالو عباس‌آباد.
5. اردبیل، هیر، بودالالو عباس‌آباد.

## نگارخانه

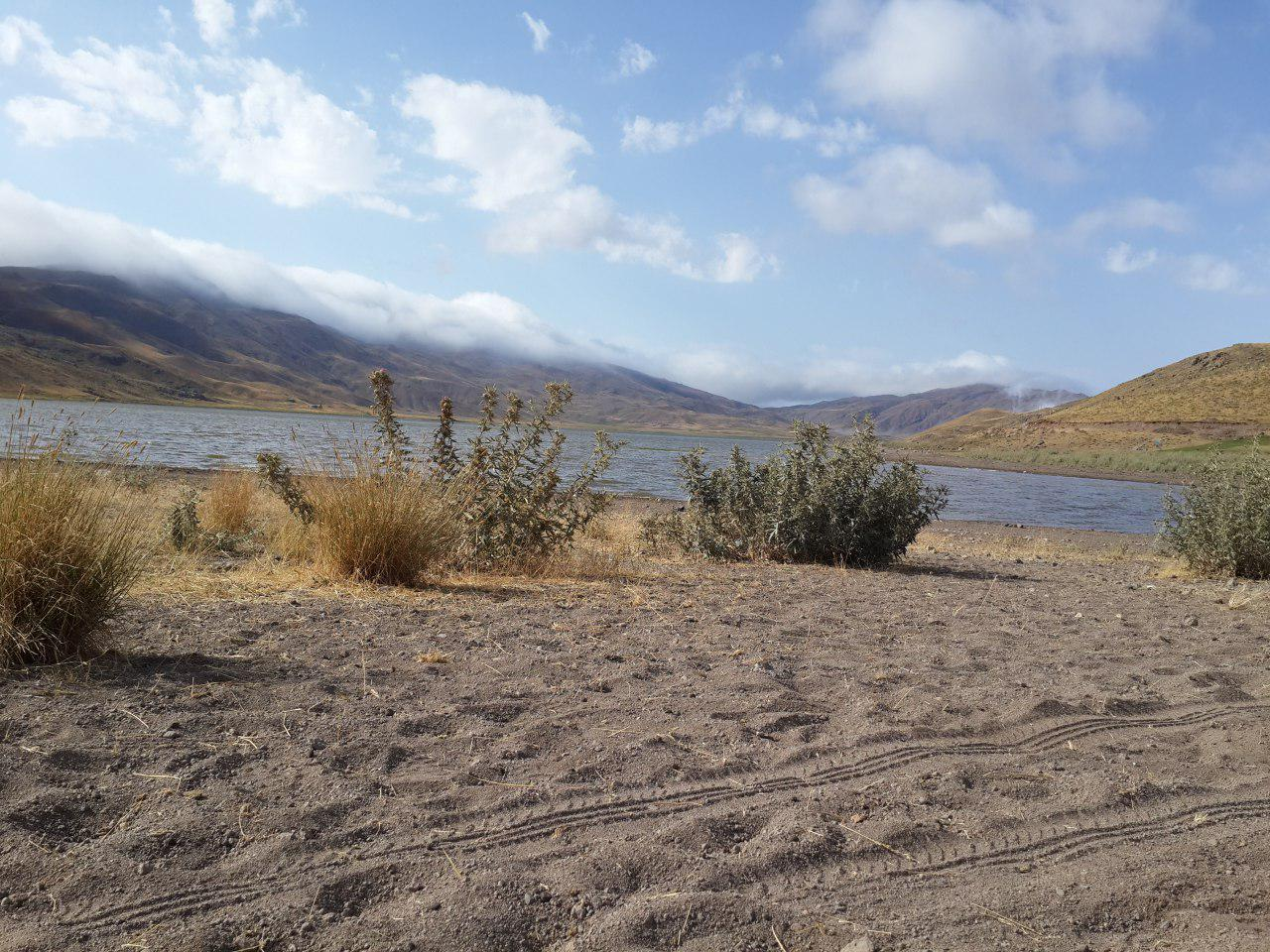
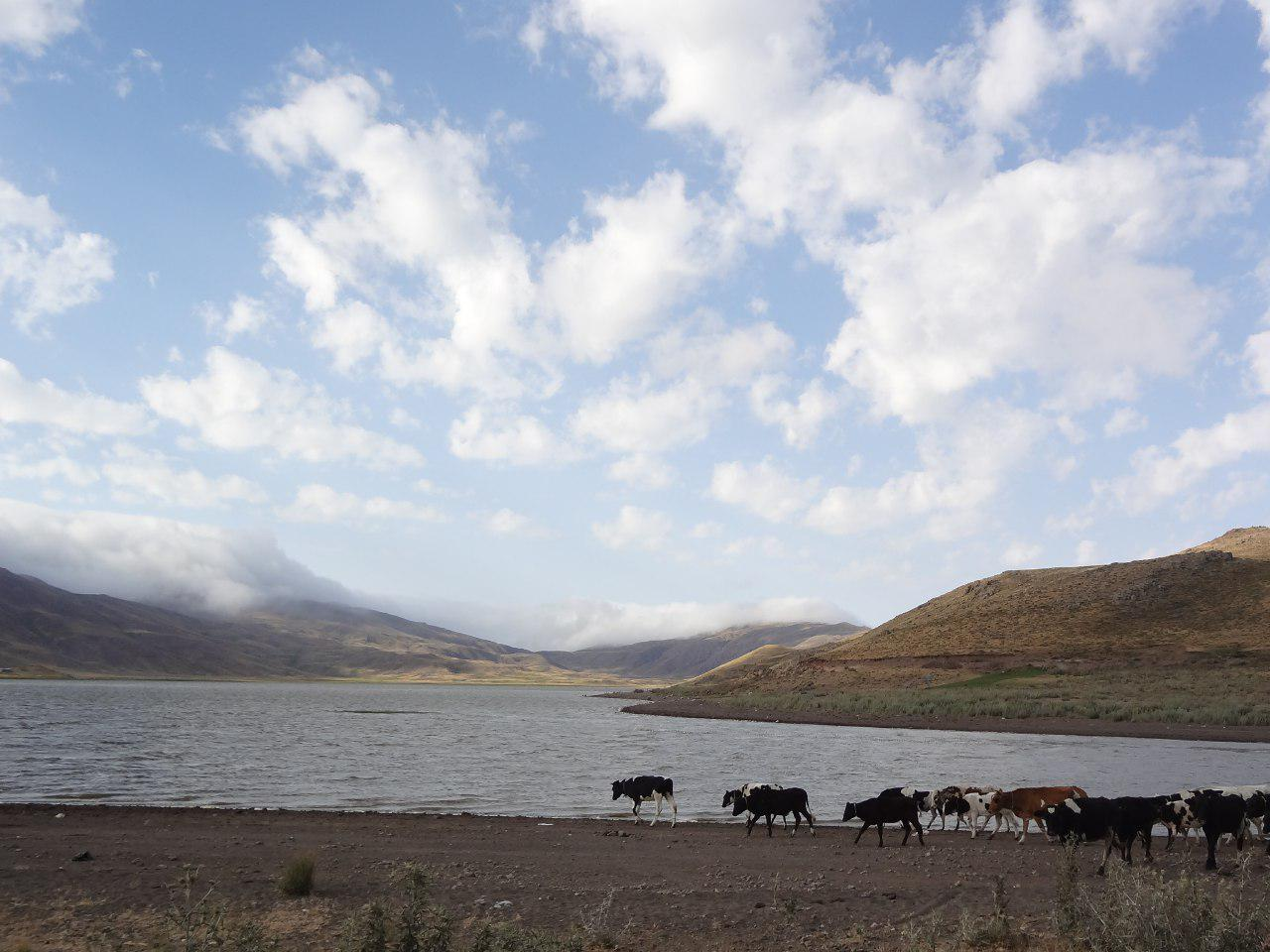